# Voitinel, Suceava
Voitinel (germană Woytinell) este satul de reședință al comunei cu același nume din județul Suceava, Bucovina, România.

## Personalități marcante
- Samson Bodnărescu (1840-1902), scriitor și poet român, membru al societății culturale „Junimea”.

 Acest articol despre o localitate din județul Suceava este deocamdată un ciot. Puteți ajuta Wikipedia prin completarea lui.